# Antoine Argoud
Antoine Argoud (26 de junio de 1914 - 10 de junio de 2004) fue, a mediados del siglo XX, un oponente del Presidente de Francia Charles De Gaulle. Como miembro de la OAS (Organisation de l'Armée Secrète) Argoud se opuso a la independencia de Argelia y apoyó el uso de medios violentos en oposición a esta política. 
Argoud, que fue a juicio dos veces (el primero en su ausencia), fue condenado por intentar asesinar a De Gaulle. Durante el segundo juicio Argoud fue sentenciado a cadena perpetua, pero puesto en libertad como parte de una amnistía general en 1968. 